# Cabeço de Vide
Cabeço de Vide ist eine portugiesische Gemeinde (Freguesia) im Kreis (Concelho) von Fronteira mit 928 Einwohnern (Stand 19. April 2021)..

## Geschichte
Funde wie Werkzeuge, Waffen und Antas belegen die Anwesenheit des Menschen seit der Jungsteinzeit. Während der römischen Verwaltung war der Ort Teil der Provinz Lustanien. Die Römerstraße von Emerita Augusta (heute Mérida) nach Olisipo (heute Lissabon) verlief hier, Überreste einiger Villen wurden gefunden. Die hiesigen Heilquellen wurden bereits von den Römern genutzt.
Der Name geht angeblich auf eine Schlacht zurück, die entweder während der Landnahme der Mauren ab 711 oder im Zuge der anschließenden Reconquista hier stattfand. Dabei blieben viele unbestattete Leichen auf dem Schlachtfeld, und die Überlebenden erlangten ihre durch den Verwesungsgeruch angegriffene Gesundheit erst wieder, als sie sich auf eine nahe Anhöhe flüchteten, wo sie saubere Luft atmen konnten. Der Name Cabeço de Vida (dt. etwa: Felskopf oder Anhöhe des Lebens) blieb danach bestehen.
1160 eroberte König D.Afonso Henriques den Ort für das junge Königreich Portugal. Nachdem die Araber ihn 1190 zurückerobert hatten und er dabei stark zerstört worden war, wurde der Ort, nach der definitiven christlichen Rückeroberung 1240 durch König D.Sancho II., auf der nahen Anhöhe neu aufgebaut und befestigt. Im 16. Jahrhundert gab die Krone den Ort an Diogo de Azambuja. Frühere, nicht eindeutig dokumentierte Stadtrechte erneuerte 1512 König D.Manuel I., im Zuge seiner Verwaltungsreformen.
Der Kreis wurde häufiger von der Familie Vaz de Camões regiert, die hier lange ansässig war, und aus der in früheren Zeiten bereits der portugiesische Nationaldichter Luís Vaz de Camões († 1579) entsprang. Im Verlauf des Restaurationskrieges (1640–1668) erlitt Cabeço de Vide starke Zerstörungen und verlor in der Folge an Einwohnern. Der bis dahin eigenständige Kreis verlor zunehmend Bedeutung, bis er am 24. Oktober 1932 schließlich aufgelöst und kurzzeitig dem Kreis von Alter do Chão eingegliedert wurde. Seit dem 21. Dezember 1932 gehört Cabeço de Vide zum Kreis Fronteira.

## Kultur und Sehenswürdigkeiten
Zu den Baudenkmälern des Ortes zählen eine Vielzahl historischer Häuser, darunter das der Familie Vaz de Camões. Weitere Baudenkmäler sind verschiedene Steinbrunnenanlagen, der Bahnhof und andere historische öffentliche Gebäude, und die Burgruinen. Eine Reihe Sakralbauten sind ebenfalls denkmalgeschützt, neben der Gemeindekirche Igreja Paroquial de Cabeço de Vide (auch Igreja de Nossa Senhora das Candeias) auch die, auf eine frühere Kirche aus dem 13. Jahrhundert zurückgehende, im 16. Jahrhundert weitgehend neu errichtete Renaissancekirche Igreja do Espírito Santo (dt.: Heiliggeistkirche), mit ihrem vorgelagerten Steinkreuz.
Der historische Ortskern steht zudem als Ganzes unter Denkmalschutz, ebenso die historischen Thermalbäder Termas de Sulfúrea.

## Verkehr
Seit der Stilllegung der Bahnlinie Ramal de Portalegre 1990 hat der Ort keine Anbindung an das Eisenbahnnetz des Landes. Er ist jedoch an das landesweite Busnetz der Rede Expressos eingebunden.
Der Ort ist über die Nationalstraße N369 mit dem 19 km entfernten Monforte und der IP2 (hier auch Europastraße E 802) verbunden, über die die Distrikthauptstadt Portalegre nördlich, und Estremoz mit seinem Autobahnanschluss an die Autobahn A6 südlich, nach jeweils 30 km zu erreichen sind.

## Wirtschaft
Die Gemeinde ist landwirtschaftlich geprägt. So sind Viehzucht und Getreide- und Gemüseanbau wichtige Erwerbstätigkeiten, auch die Produktion von Olivenöl und Kork sind zu nennen.
Von Bedeutung für die Gemeinde ist zudem der Fremdenverkehr. Neben Einrichtungen des Individualtourismus, vor allem in Häusern des Turismo rural, sind insbesondere die Thermalbäder Termas de Sulfúrea zu nennen, die bereits seit den Römern für ihre Heilwirkung bekannt sind.